# Бекјан
Бјан Бек-јан ((кореј. 변백현); рођен 6. мај 1992. године), познатији само као Бекјан, јужнокорејски је певач, текстописац, глумац, модел и ко-креативни директор модне линије. Он је главни вокал кинеско-јужнокорејске музичке групе EXO, њене подгрупе ЕXO-K (за корејско тржиште) и подсастава EXO-CBX. Бекјан је такође и лидер јужнокорејске супергрупе SuperM. 
Године 2019. Бекјан је започео своју соло каријеру, објавивши свој први албум под називом City Lights. Албум је доживео комерцијални успех и продат је у више од 500.000 примерака у 2019. години, чиме је постао најпродаванији соло албум деценије у Јужној Кореји. Године 2020. Бекјан је објавио и свој други соло албум, под називом Delight. Овај албум продат је у више од милион примерака и тако постао први албум у последњих 19 година који је остварио овaj тираж. Године 2021. Бекјан је објавио и свој трећи студијски албум, под називом "Бамби". И овај албум, као и претходни, продат је у преко милион примерака, па је Бекјан постао први и једини соло извођач са два милионска албума. Бекјан је такође и најнаграђиванији К-поп соло извођач. Међу бројним наградама издвајају се три узастопне награде са Најбољег мушког извођача на Mnet Asian Music Awards (MAMA).

## Детињство и младост
Бекјан је рођен 6. маја 1992. године у Бучеону у провинцији Кјонги-до, Јужна Кореја. Његов брат Бекбом је од њега старији седам година. Бекјан је отпочео свој певачки тренинг са једанаест година, под утицајем јужнокорејског певача Рејна. Средњу школу похађао је у Бучеону, где је био главни певач у рок бенду под називом Кома, са којим је победио на локалном музичком фестивалу. Поред певања, похађао је и часове клавира код једног од чланова јужнокорејског рок бенд DickPunks, Ким Хјануа. Поред музичких активности, Бекјан је девет година тренирао борилачке вештине и поседује црни појас у Хапкиду.
Бекјан је примећен од стране агента компаније SM Entertainment, док се приперемао за пријемни испит у Сеулском Институту уметности (енгл. Seoul Institute of the Arts). Компанији се придружио 2011. преко СМ Кастинга. 2012. године, заједно са члановима групе ЕXO, Чанјолом и Сухоом, похађао Кјанг Xи сајбер универзитет (енгл. Kyung Hee Cyber University), и пратио онлајн часове Културе и уметности пословне администрације.

## Каријера

### 2012-2015: Почетак каријере
Бекјан је званично представљен као девети члан групе ЕXO и њен главни вокал 30. јануара 2012. године. Група је дебитовала у априлу 2012, и од тада постигла значајни успех на глобалној музичкој сцени. 
Фебруара 2014. године, Бекјан и лидер групе ЕXO, Сухо, постали су водитељи SBS-овог музичког шоу програма Inkigayo. У новембру исте године истекао им је уговор и наставили су да се спремају за предстојећи ЕXO-ов албум. У јулу 2014. Бекјан је започео своју глумачку каријеру, улогом Дона Локвуда у Јужно корејском мјузиклу под називом Singin' in the rain.
Априла 2015. Бекјан је издао своју прву соло песму, Beautiful, као музику zа ЕXO веб-драму под називом EXO Next Door. Песма је постала први саундтрек неке веб-драме који је достигао прво место дигиталне топ листе. У децембру 2015. Бекјан је у част преминулог јужнокорејског певача Ким Хјансика отпевао нњегов хит Like Rain Like Music, у SBS-овом музичком програму Gayo Daeyon. Студијска верзија касније је објављена у дигиталној верзији.

### 2016-2018: Глума и EXO-CBX
У јануару 2016, Бекјан је са чланицом групе Mis A, Сузи, објавио дует под називом Dream. Сингл је врло брзо доспео на прво место онлајн музичких топ листи, а затим и заузео прво место на Гаоновој недељној топ листи дигиталних издања. Сингл је такође заузео прво место укупно 5 пута у музичким телевизијским програмима Inkigayo и Music Bank. У априлу 2016. године, Бекјан је добио награду YinYueTai V-Chart за Најпопуларнијег певача у Јужној Кореји. У мају 2016. Бекјан је са јужнокорејским певачем К. Вилом објавио фолк баладу под називом The Day, као део музичког пројекта SM Entertainment-a, SM Station.
Августа 2016. године, Бекјан је добио споредну улогу у SBs-овој историјској драми Moon Lovers: Scarlet Heart Ryeo, јужнокорејској адаптацији кинеског романа Bu Bu Jing Xin. За ову улогу добио је награду Нова звезда на SBS-овој додели драмских награда 2016. године. Са члановима ЕXO, Ченом и Шиумином, издао је музику за јужнокорејској серију For you. Октобра 2016. њих тројица постали су чланови прве ЕXO подгрупе ЕXO-CBX. Први албум под називом Hey, Mama!, издали су 31. октобра 2016. У новембру 2016. Бекјан се придружио заједничком турниру SM Entertainment-a и видео-игре League of Legends, 2016 S.M. Super Celeb League, где је заједно са Хечулом, из групе Super Junior, играо како са професионалним играчима, тако и са фановима из Јужне Кореје и Кине.
У фебруару 2017. Бекјан објављује дует са чланицом групе Sistar, Соју, под називом Rain. Песма је доспела на прво место свих јужнокорејских топ листи и тако добила статус "all-kill". Бекјан је тако постао први извођач SM Entertainment-a који је постигао "all-kill" и у 2016. и у 2017. години, са сингловима Dream и Rain. У априлу 2017. објавио је сингл под називом Take you home, као део друге сезоне пројекта SM Station. Сингл је заузео 12. место на Гаоновој недељној топ листи дигиталних издања. 
5. фебруара 2018. године, Бекјан је отпевао националну химну Јужне Кореје на 132. Сесији Интернационалног Олимпијског Комитета, пред председником Јужне Кореје Мун Џе-ином, и председником Организационог комитета Зимских олимпијских игара 2018, Ли Хибомом. У августу 2018. Бекјан и репер Локо објавили су сингл под називом Young" као део пројекта SM Station. Сингл је доспео на 4. место Билбордове листе Billboard World Digital Song Sales.

### 2019-данас: Соло каријера и SuperM
Јула 2019. године, Бекјан је објавио свој први соло албум под називом City Lights, и тако постао трећи солиста К-поп групе EXO. Са продатих више од 550.000 примерака албум је постао најпродаванији соло албум у историји Гаона и најпродаванији соло албум деценије. Албум је заузео прво место недељне и месечне Гаонове топ листе албума, као и шесто место на годишњој топ листи, највише место соло извођача. У августу исте године потврђено је да ће Бекјан бити лидер нове К-поп супергрупе SuperM, настале у сарадњи SM Entertainment-a и Capitol Records-a, а усмерене ка америчком тржишту. SuperM је издао свој први истоимени албум у октобру 2019. године. У децембру, Бекјан је добио награду зa Најбољег мушког извођача на додели Мнет Азијских Музичких Награда 2019 захваљујући успеху свог албума City Lights и водећег сингла Un Village.
Почетком 2020. Бекјан је издао две песме за драме Dr. Romantic 2 и Hyena, под називом My love и On the Road. У мају 2020. Бекјан је објавио дует са певачицом Болбалган4, под називом Leo. Песма је заузела друго место Гаонове недељне листе синглова. У истом месецу, Бекјан је издао и свој други албум, под називом Delight. заједно са водећим синглом Candy. Албум је забележио 732.000 унапред поручених примерака (pre-orders), и тако постао соло албум са највише унапред поручених примерака у историји јужнокорејске музичке индустрије. До јула исте године, албум је продат у преко милион примерака, и тако постао први милионски соло албум још од албума Another Days (2001), Ким Ган-моа. Истог месеца, Бекјан је снимио и обраду песме Garden in the Air, са албума Girls on Top (2005) певачице Бое, као део пројекта посвећеног дватесетогодишњици њене каријере. У другој половини 2020. Бекјан је објавио још два нова сингла за серије Record of Youth и Do you like Brahms?, под називима Every second и Happy. 6. децембра Бекјан је добио награду за Најбољег мушког извођача на Мнет Азијским Музичким наградама, другу годину заредом. Крајем 2020. године, објавио је дигитално издање свог новог сингла Amusement Park.
3. јануара 2021. године, Бекјан је одржао свој први соло концерт, под називом Baekhyun: Light. Због епидемије корона вируса, албум је одржан онлајн, на платформи Beyond Live. Концерту је "присуствовало" 110.000 људи из 120 држава света. Дан касније, Бекјан је издао водећи сингл, под називом Get you alone, са свог првог јапанског албума истоименог назива. Албум је издат 21. јануара 2021. и добио златни сертификат Јапанског удружења дискографских кућа (Recording Industry Association of Japan).
30. марта 2021. године, Бекјан је издао свој трећи соло албум на корејском језику под називом "Бамби". 18. априла је објављено да је албум продат у више од милион примерака и тако постао тек други милионски соло албум у историји К-поп индустрије, а уједно и други Бекјанов албум. Тако је Бекјан постао једини К-поп соло извођач који је продао више од милион примерака са два своја албума. Бекјан је такође и други К-поп солиста који је продао најмање милион примерака и као солиста и као члан групе. 28. априла објављено је да је Бекјан продао милион примерака и на Хантео топ листи. Тако је "Бамби" постао први и једини соло албум који је продат у милион примерака и на Гаон и на Хантео топ листи. Албум је дебитовао и на првом месту светске United Worlds Chart топ листе са 868.000 продатих примерака у првој недељи. У децембру исте године, Бекјан је освојио трећу узастопну награду за Најбољег мушког извођача на Mnet Asian Music Awards (MAMA).
На свој 29. рођендан, 6. маја 2021. године, Бекјан је отпочео одслужење обавезног војног рока као државни службеник, због хипотироидизма од којег болује још од средњошколских дана.

### 2023-данасː Уговор са СМ Ентертејнментом и сарадња са Riot Games
1. јуна 2023. године, објавељено је да су Бекјан, Чен и Шиумин поднели тужбу против СМ Ентертејнмента за раскид уговора поводом нетранспарентности финансија. 19. јуна компанија је објавила да су пронашли заједнички договор и да ће чланови остати део групе EXO и агенције.
23. октобра 2023. Бекјан је постао члан виртуелне групе Heartsteel позајмивши глас Езриелу из популарне видео игре League of Legends компаније Riot Games. Виртуелна група је објавила своју прву песму под називом Paranoia која је оборила бројне стриминг рекорде по објављивању. Група ће наступити на церемонијалном отварању највећег еспортс такмичења на свету и великог финала Светског шампионата League of Legends.

## Мода и сарадње са брендовима
У мају 2017. године, Бекјан је отпочео сарадњу са немачким луксузним модним брендом Монблан (Montblanc). У мају 2018. часопис Вог открио је да Бекјан започиње сарадњу са модним брендом Приве (Privé) и да ће основати свој лични бренд Приве ББХ (Privé by BBH), унисекс streetwear колекцију. Бекјан је данас ко-креативни директор овог бренда. У интервјуу за Форбс, Бекјан је открио да жели да оснажи људе да покажу своју неустрашивост у комадима његове нове колекције.
У септембру 2020. Бекјан је најављен као амбасадор модног бренда Барбери. Он се нашао на насловној страни октобарског издања корејског Харперовог базара и тако постао први мушки К-поп извођач који се нашао на насловној страни овог часописа. Бекјан је такође и амбасадор модног бренда TirTir и бренда здраве хране Life Pharm.

## Дискографија
| Назив                                                                     | Детаљи                                                                                                  | Највиша позиција на топ листи | Највиша позиција на топ листи | Највиша позиција на топ листи | Највиша позиција на топ листи | Највиша позиција на топ листи | Највиша позиција на топ листи | Највиша позиција на топ листи | Највиша позиција на топ листи | Највиша позиција на топ листи | Највиша позиција на топ листи | Продаја                                                             | Сертификати         |
| Назив                                                                     | Детаљи                                                                                                  | KOR                           | AUS Dig.                      | HUN                           | JPN                           | LIT                           | POL                           | UK Dig.                       | US Heat.                      | US Indie                      | US World                      | Продаја                                                             | Сертификати         |
| ------------------------------------------------------------------------- | --- | ----------------------------- | ----------------------------- | ----------------------------- | ----------------------------- | ----------------------------- | ----------------------------- | ----------------------------- | ----------------------------- | ----------------------------- | ----------------------------- | ------------------------------------------------------------------- | ------------------- |
| City Lights                                                               | - Објављен: Jул 10, 2019 (KOR) - Издавач: SM Entertainment - Формати: CD, дигитална продаја, стриминг   | 1                             | 18                            | —                             | 14                            | 93                            | 15                            | 52                            | 4                             | 9                             | 4                             | - Јужна Кореја: 604,364 - Кина: 320,223 - Јапан: 8,000 - САД: 4,000 | - KMCA: 2× Platinum |
| Delight                                                                   | - Објављен: 25. мај 2020. (KOR) - Издавач: SM Entertainment - Формати: CD, дигитална продаја, стриминг  | 1                             | —                             | 30                            | 9                             | —                             | 23                            | 11                            | 13                            | —                             | 5                             | - Јужна Кореја: 1,032,912 - Кина: 295,220 - Јапан: 10,964           | - KMCA: 3× Platinum |
| Baekhyun                                                                  | - Објављен: 20. јануар 2021. (JPN) - Издавач: Avex Trax - Формати: CD, дигитална продаја, стриминг      | —                             | —                             | —                             | 2                             | —                             | —                             | —                             | —                             | —                             | —                             | - Јапан: 51,136                                                     | - RIAJ: Gold        |
| Bambi                                                                     | - Објављен: 30. март 2021. (KOR) - Издавач: SM Entertainment - Формати: CD, дигитална продаја, стриминг | 1                             | —                             | —                             | 8                             | —                             | —                             | 34                            | —                             | —                             | 15                            | - Јужна Кореја: 1,005,467 - Кина: 231,184 - Јапан: 1,267            |                     |
| "—" означава да издање није доспело на листу или није објављено у региону | |                               |                               |                               |                               |                               |                               |                               |                               |                               |                               |                                                                     |                     |

## Сингл албуми
| Назив           | Детаљи | Највиша позиција | Продаја                |
| Назив           | Детаљи | KOR              | Продаја                |
| --------------- | --- | ---------------- | ---------------------- |
| Dream (са Suzy) | - Објављен: 7. јануар 2016.. - Издавач: SM, JYP, Mystic, LOEN, ICS - Формати: CD, дигитална продаја, стриминг | 1                | - Јужна Кореја: 36,900 |

## Синглови

### Као водећи извођач
| Назив                                                                           | Година | Највиша позиција | Највиша позиција | Највиша позиција | Највиша позиција | Продаја                              | Албум               |
| Назив                                                                           | Година | KOR              | KOR              | JPN Hot          | US World         | Продаја                              | Албум               |
| Назив                                                                           | Година | Gaon             | Hot              | JPN Hot          | US World         | Продаја                              | Албум               |
| ------------------------------------------------------------------------------- | ------ | ---------------- | ---------------- | ---------------- | ---------------- | ------------------------------------ | ------------------- |
| "Dream" (са Suzy)                                                               | 2016   | 1                | Н/Д              | —                | 3                | - Јужна Кореја: 1,360,267            | Dream               |
| "The Day" (са K.Will)                                                           | 2016   | 8                | Н/Д              | —                | 21               | - Јужна Кореја: 351,025              | SM Station Season 1 |
| "Rain" (비가와) (са Soyou)                                                      | 2017   | 2                | Н/Д              | —                | —                | - Јужна Кореја: 823,022              | Самостални сингл    |
| "Take You Home" (바래다줄게)                                                    | 2017   | 12               | Н/Д              | —                | 5                | - Јужна Кореја: 400,795 - САД: 2,000 |                     |
| "Young" (са Loco)                                                               | 2018   | 11               | 18               | —                | 4                | - САД: 2,000                         |                     |
| "UN Village"                                                                    | 2019   | 22               | 1                | —                | 23               |                                      | City Lights         |
| "Candy"                                                                         | 2020   | 4                | 16               | 32               | 16               |                                      | Delight             |
| "Amusement Park" (놀이공원)                                                     | 2020   | 44               | 78               | —                | 10               | - Кина: 215,150                      | Bambi               |
| "Get You Alone"                                                                 | 2021   | —                | —                | —                | 14               |                                      | Baekhyun            |
| "Runner" (са Changmo и Raiden)                                                  | 2021   | 124              | —                | —                | —                |                                      | Non-album single    |
| "Doll" (인형) (са Doyoung)                                                      | 2021   | 129              | —                | —                | —                |                                      | Rewind: Blossom     |
| "Bambi"                                                                         | 2021   | 14               | 36               | —                | 10               |                                      | Bambi               |
| "Hurt" (са Seomoon Tak)                                                         | 2021   |                  |                  |                  |                  |                                      | Non-album single    |
| "—" означава издање које није доспело на топ листу или није објављено у региону |        |                  |                  |                  |                  |                                      |                     |

### Као гост
| Назив                                    | Година | Највиша позиција | Највиша позиција | Албум               |
| Назив                                    | Година | KOR              | KOR              | Албум               |
| Назив                                    | Година | Gaon             | Hot              | Албум               |
| ---------------------------------------- | ------ | ---------------- | ---------------- | ------------------- |
| "Leo" (나비와 고양이) (Bol4 са Baekhyun) | 2020   | 2                | 3                | Puberty Book II Pum |

### Промотивни синглови
| Назив                                     | Година | Највиша позиција | Највиша позиција | Продаја                | Албум                            |
| Назив                                     | Година | KOR              | KOR              | Продаја                | Албум                            |
| Назив                                     | Година | Gaon             | Hot              | Продаја                | Албум                            |
| ----------------------------------------- | ------ | ---------------- | ---------------- | ---------------------- | -------------------------------- |
| "Like Rain, Like Music" (비처럼 음악처럼) | 2015   | 40               | —                | - Јужна Кореја: 40,638 | 2015 Gayo Daejun Limited Edition |
| "Garden in the Air" (공중정원)            | 2020   | 83               | 78               | Н/Д                    | SM Station: Our Beloved BoA      |

## Остале песме
| Назив                                                                            | Година | Највиша позиција | Највиша позиција | Албум       |
| Назив                                                                            | Година | KOR              | KOR              | Албум       |
| Назив                                                                            | Година | Gaon             | Hot              | Албум       |
| -------------------------------------------------------------------------------- | ------ | ---------------- | ---------------- | ----------- |
| "Dream (Club Ver.)" (са Suzy)                                                    | 2016   | 46               | Н/Д              | Dream       |
| "Stay Up" (са Beenzino)                                                          | 2019   | 89               | 2                | City Lights |
| "Betcha"                                                                         | 2019   | 102              | 3                | City Lights |
| "Ice Queen"                                                                      | 2019   | 114              | 4                | City Lights |
| "Diamond"                                                                        | 2019   | 117              | —                | City Lights |
| "Psycho"                                                                         | 2019   | 125              | —                | City Lights |
| "R U Ridin'?"                                                                    | 2020   | 67               | 49               | Delight     |
| "Bungee"                                                                         | 2020   | 43               | 36               | Delight     |
| "Underwater"                                                                     | 2020   | 62               | 52               | Delight     |
| "Poppin'"                                                                        | 2020   | 66               | 51               | Delight     |
| "Ghost"                                                                          | 2020   | 68               | 53               | Delight     |
| "Love Again"                                                                     | 2020   | 51               | 38               | Delight     |
| "Love Scene"                                                                     | 2021   | 88               | —                | Bambi       |
| "All I Got"                                                                      | 2021   | 108              | —                | Bambi       |
| "Privacy"                                                                        | 2021   | 110              | —                | Bambi       |
| "Cry for Love"                                                                   | 2021   | 107              | —                | Bambi       |
| "—" означава издање које није доспело на топ листу или није објављено у региону. |        |                  |                  |             |

## Саундтрек (музика за филм/серију)
| Назив                                                                            | Година | Највиша позиција | Највиша позиција | Највиша позиција | Продаја                              | Албум                               |
| Назив                                                                            | Година | KOR              | KOR              | US World         | Продаја                              | Албум                               |
| Назив                                                                            | Година | Gaon             | Hot              | US World         | Продаја                              | Албум                               |
| -------------------------------------------------------------------------------- | ------ | ---------------- | ---------------- | ---------------- | ------------------------------------ | ----------------------------------- |
| "Beautiful" (두근거려)                                                           | 2015   | 7                | Н/Д              | 10               | - Јужна Кореја: 415,163 - САД: 6,000 | EXO Next Door OST                   |
| "For You" (너를 위해) (са Chen и Xiumin)                                         | 2016   | 5                | Н/Д              | 9                | - Јужна Кореја: 608,002              | Moon Lovers: Scarlet Heart Ryeo OST |
| "My Love" (너를 사랑하고 있어)                                                   | 2020   | 15               | 13               | 20               |                                      | Dr. Romantic 2 OST                  |
| "On the Road" (너에게 가는 이 길 위에서 (너.이.길))                              | 2020   | 76               | 45               | —                |                                      | Hyena OST                           |
| "Every Second" (나의 시간은)                                                     | 2020   | 45               | 97               | —                |                                      | Record of Youth OST                 |
| "Happy"                                                                          | 2020   | 73               | —                | —                |                                      | Do You Like Brahms? OST             |
| "—" означава издање које није доспело на топ листу или није објављено у региону. |        |                  |                  |                  |                                      |                                     |

## Остала издања
| Назив                                               | Година | Продаја                | Албум                              |
| --------------------------------------------------- | ------ | ---------------------- | ---------------------------------- |
| "Dear My Family" (као део SM Town-а)                | 2012   | Н/Д                    | I am. OST                          |
| "My Turn To Cry"                                    | 2014   | - Јужна Кореја: 16,969 | Exology Chapter 1: The Lost Planet |
| "The Day We Met" (као део I Am Korea)               | 2015   | Н/Д                    | Non-album release                  |
| "One Dream One Korea" (са разним извођачима)        | 2015   | Н/Д                    | Non-album release                  |
| "Dear My Family" (2017 version) (као део SM Town-а) | 2017   | Н/Д                    | Non-album release                  |
| "Psycho"                                            | 2019   | Н/Д                    | Exo Planet #4 - The EℓyXiOn [dot]  |

## Кантауторство
| Песма       | Извођач | Текстописци                                                                         | Албум   | Година | Ref. |
| ----------- | ------- | ----------------------------------------------------------------------------------- | ------- | ------ | ---- |
| "Lucky"     | Exo     | Chanyeol, Kim Eana, Baekhyun                                                        | XOXO    | 2013   |      |
| "Ko Ko Bop" | Exo     | Kim Jong-dae, Park Chanyeol, Baekhyun, JQ, Hyun Ji-won, Tay Jasper, Shaylen Carroll | The War | 2017   |      |

## Музички спотови
| Назив            | Година | Остали извођачи     | Ref.    |
| ---------------- | ------ | ------------------- | ------- |
| "Dream"          | 2016   | са Suzy             | [ 112 ] |
| "The Day"        | 2016   | са K.Will           | [ 113 ] |
| "Rain"           | 2017   | са Soyou            | [ 114 ] |
| "Take You Home"  | 2017   | —                   | [ 115 ] |
| "Young"          | 2018   | са Loco             | [ 116 ] |
| "UN Village"     | 2019   | —                   | [ 117 ] |
| "Candy"          | 2020   | —                   | [ 118 ] |
| "Amusement Park" | 2020   | —                   | [ 119 ] |
| "Get You Alone"  | 2021   | —                   |         |
| "Runner"         | 2021   | са Changmo и Raiden | [ 120 ] |
| "Bambi"          | 2021   | —                   | [ 121 ] |
| "Hurt"           | 2021   | са Seomoon Tak      | [ 122 ] |

| Назив          | Година | Остали извођачи  | Напомена                                 |
| -------------- | ------ | ---------------- | ---------------------------------------- |
| "Beautiful"    | 2015   | —                | Музика за EXO Next Door                  |
| "For You"      | 2016   | са Chen и Xiumin | Садржи само сцене из Moon Lovers         |
| "On The Road"  | 2020   | —                | Садржи само сцене из Hyena               |
| "Every Second" | 2020   | —                | Садржи само сцене из Record of Youth     |
| "Happy"        | 2020   | —                | Садржи само сцене из Do You Like Brahms? |

| Назив              | Година | Извођач               | Напомена           |
| ------------------ | ------ | --------------------- | ------------------ |
| "Twinkle"          | 2012   | Girls' Generation-TTS | Н/Д                |
| "Dance with D.O.C" | 2014   | DJ DOC                | Римејк EXO 90:2014 |

| Назив                 | Година | Извођач | Напомена                                         |
| --------------------- | ------ | ------- | ------------------------------------------------ |
| "Dear My Family"      | 2012   | Разни   | Као део SM Town-а Бекјан се не појављује у споту |
| "The Day We Met"      | 2015   | Разни   | Као део I Am Korea                               |
| "One Dream One Korea" | 2015   | Разни   | Н/Д                                              |
| "Dear My Family"      | 2017   | Разни   | Као део SM Town-а Лајв перформанс                |